# Marissa, Illinois
Marissa är en ort i St. Clair County i delstaten Illinois, USA.